# Phoreiobothrium robertsoni
Espèce
Phoreiobothrium robertsoni est une espèce de vers plats de la famille des Onchobothriidae. Elle a été décrite en 2005, et trouvée chez le Requin cuivre.

## Systématique
L'espèce Phoreiobothrium robertsoni a été décrite en 2005 par Janine Nicole Caira (d), Cynthia Richmond (d) et Jon Swanson (d).

## Publication originale
- (en) Janine N. Caira, C. Richmond et J. Swanson, « A revision of Phoreiobothrium (Tetraphyllidea: Onchobothriidae) with descriptions of five new species », Journal of Parasitology, vol. 91, no 5,‎ 2005, p. 1153-1174 (PMID 16419764, DOI 10.1645/GE-3459.1)